# 埼玉トヨペット Green Brave
埼玉トヨペット Green Brave（さいたまトヨペット グリーンブレイブ）は、日本のレーシングチームである。略称はGB。

## 概要
埼玉トヨペットは2012年に発売されたトヨタ・86の楽しみ方を探った結果、「車を販売する側が車の楽しみ方を知らなければ、顧客にその楽しみ方を伝えられない」という考えに至り、モータースポーツ推進部を設置。レースへと参戦することを決めた。そのためチーム代表・チーフエンジニア・メカニックいずれも埼玉トヨペットの社員が担っている。ドライバーもプロだけでなく、レーシングカートの経験がある取締役専務の平沼貴之が自らステアリングを握る。トヨペット店のカラーである緑から、Green Braveと名付けた。
2013年から市販車によるレースのスーパー耐久のST-4クラスに86で参戦を開始し、3年目の2015年に初勝利。同年チャンピオンに輝いた。結成5年目の2017年からはSUPER GTのGT300クラスにステップアップし、同シリーズ6チーム目となるマザーシャシー勢としてトヨタ・マークXを独自開発した。
コロナマークⅡから続くトヨペット店の専売であるマークXに強いこだわりを持っており、上記の通りマザーシャシーでマークXを製作している他、不利を承知でスーパー耐久の2015年最終戦からST-3クラスにマークXを投入している。ST-3クラスにおいては2017年中盤にはフロントマスクを、発売された直後のGR SPORT マークXと同じデザインに変更した。GT300クラスにおいては2019年には2度表彰台を獲得することに成功するが、同年末を持ってマークXが生産終了となったことから、2020年はGT300クラスはGRスープラへと、ST-3クラスはクラウンへとベース車両を切り替える。その後、クラウンのフルモデルチェンジに伴い2023年からはST-ZクラスにGRスープラのGT4仕様で参戦を開始した。
GT300のGRスープラはJAF-GT規定によるもので、aprとの共同開発で同チームのプリウスGT同様、RC Fの2UR-GSE（V8自然吸気）エンジンをフロントに搭載する。2020年のデビュー戦ではチーム初の優勝、加えてGT500でも15年ぶりに復帰し表彰台を独占したGRスープラ勢と合わせて『Supra is Back』を象徴する両クラス制覇を飾っている。同年は最終戦でも優勝しランキング2位となった。その後も優勝を重ね、2023年は念願のタイトルを獲得した。
またスーパー耐久以外にもGAZOO Racing 86/BRZ RaceやFIA-F4選手権、OKAYAMAチャレンジカップなど大小多くのレースに積極的に参加している。またレース振興として「86ワンメイクレースGreen Braveキャンプ」を2017年より実施しており、2018年にはこれに元フィギュアスケート選手の小塚崇彦が参加した。

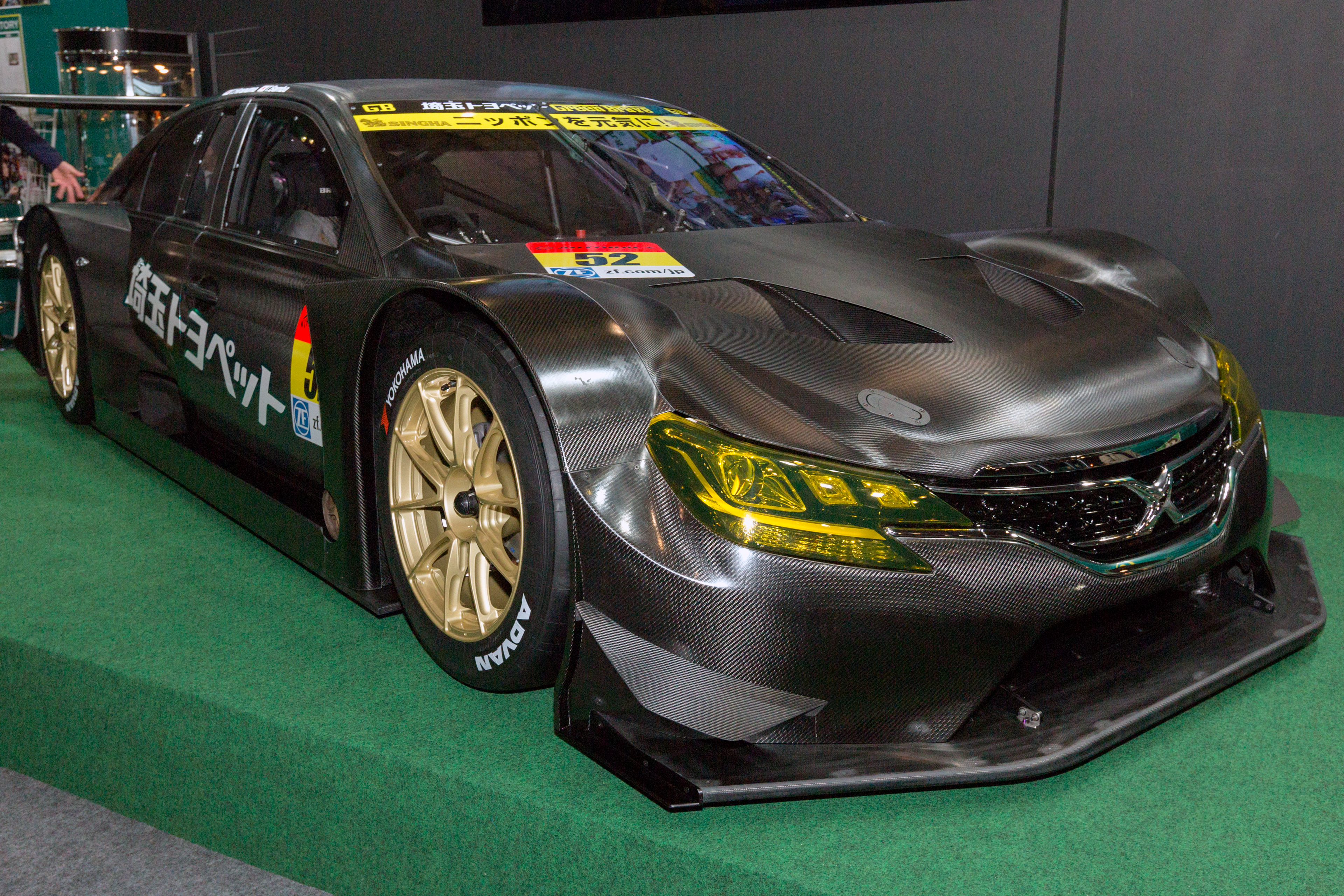
マークX MC（2017年東京オートサロン）
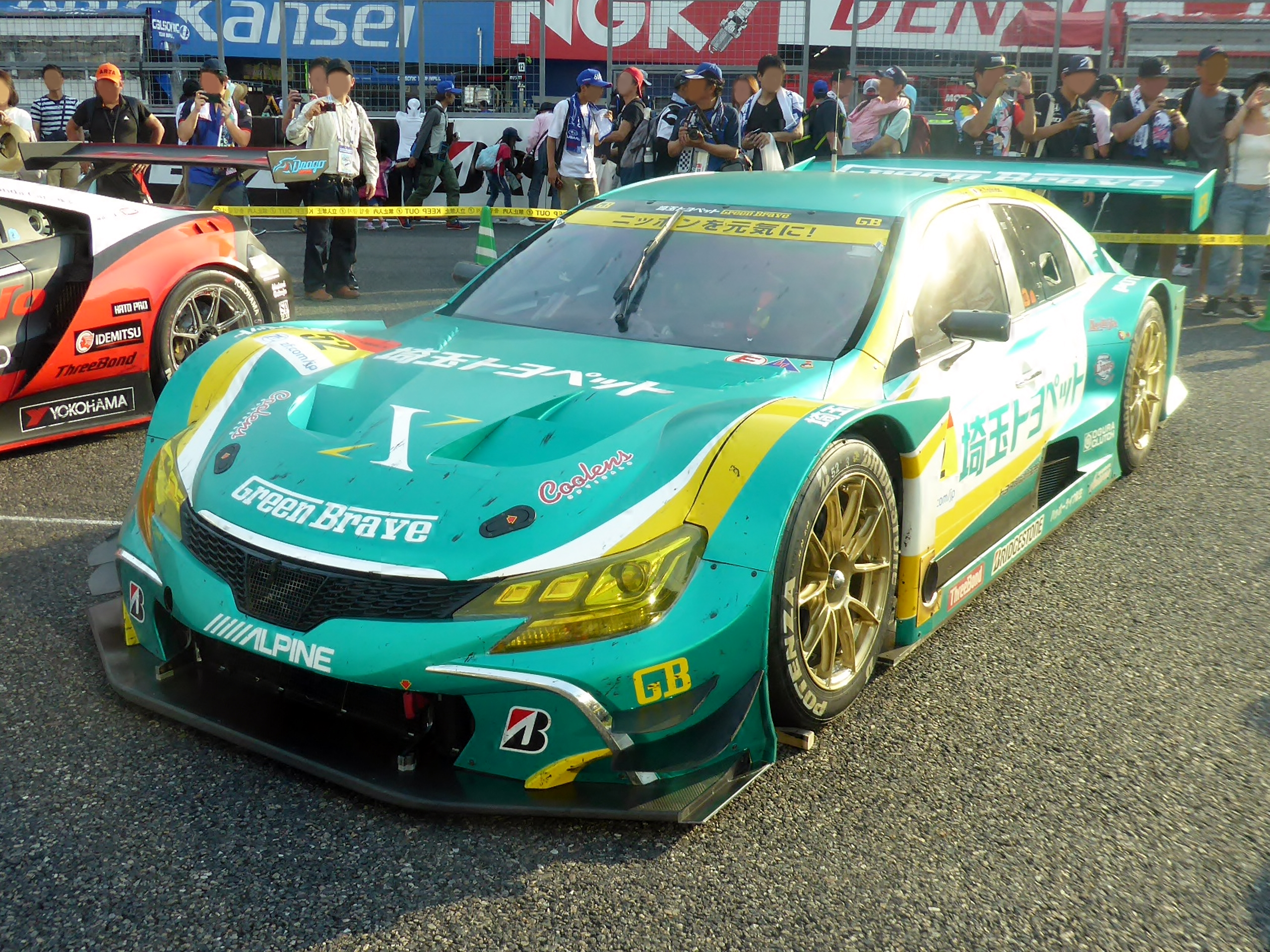
マークX MC（2019年）
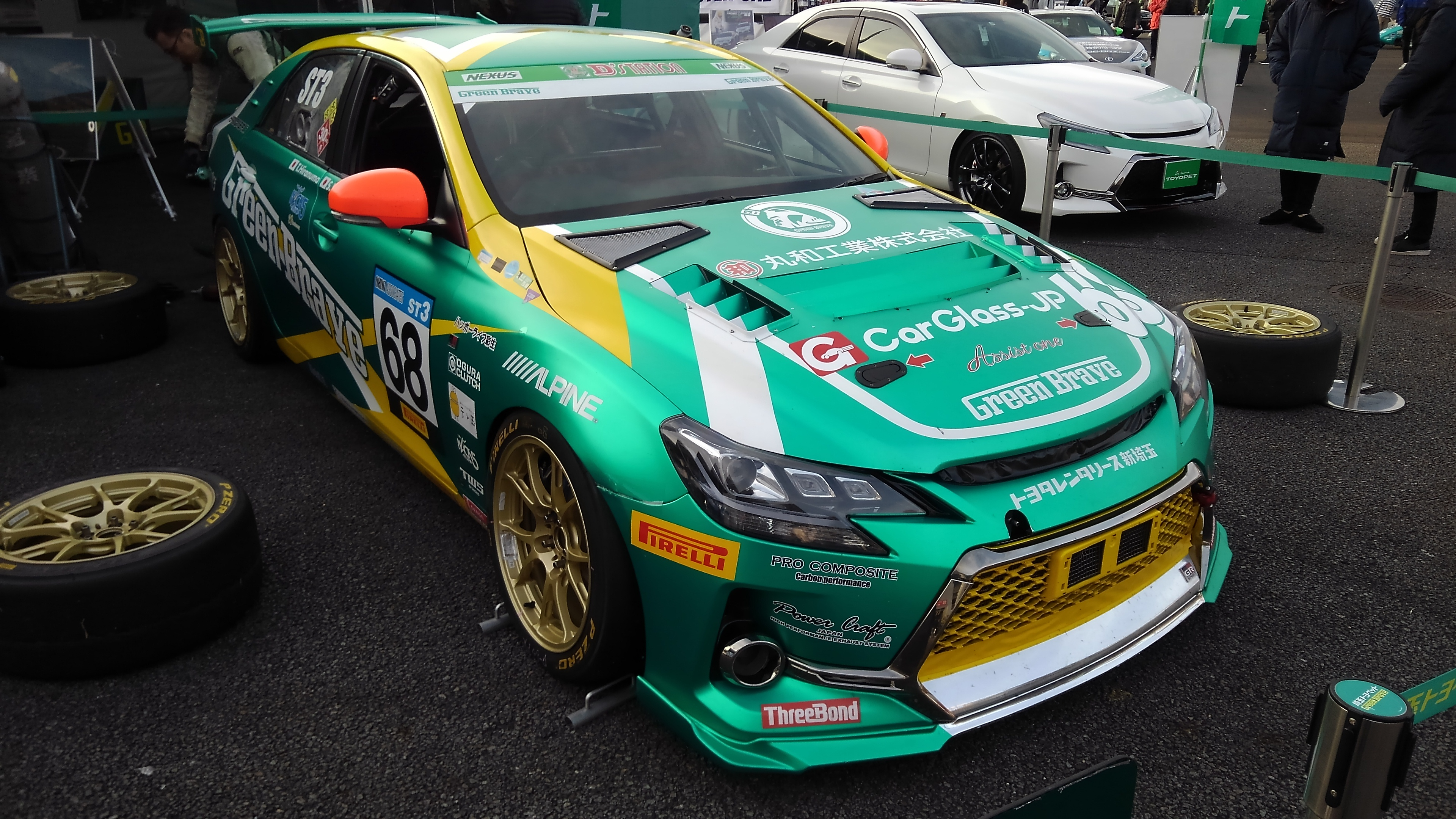
マークX スーパー耐久参戦車両（2018年TGRF）
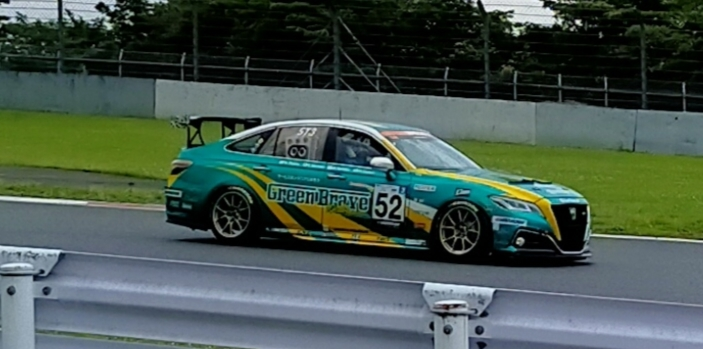
クラウンRS スーパー耐久参戦車両（2022年）

## "Green Blaze"
2020年1月に埼玉トヨペットは、自社レーシングチームに由来するチューニングカーブランド『Green Blaze』（グリーンブレイズ）を立ち上げた。レースで培ったノウハウを活かして風洞開発なども行ってパーツを開発し、ボンネットには手彫りのグラインダー加工により緑の炎をあしらう。先述の通りマークXの生産終了、加えて2020年5月からの全車種全店併売化により専売車種を失うことになった埼玉トヨペットだが、代わりにこの専用ブランドで差別化を図ることとなった。
ブランド発表と同時に第1弾・アルファード、同年8月に第2弾・クラウン、2021年1月には第3弾・ハリアーのコンプリートカーを発売している。

## 戦績

### スーパー耐久
| 年     | クラス     | 使用車両                   | ドライバー                                 | 順位 | 備考                                             |
| ------ | ---------- | -------------------------- | ------------------------------------------ | ---- | ------------------------------------------------ |
| 2013年 | ST-4クラス | トヨタ・86                 | 大井貴之/服部尚貴/脇阪寿一                 | 9位  |                                                  |
| 2014年 | ST-4クラス | トヨタ・86                 | 平沼貴之/番場琢/服部尚貴                   | 8位  |                                                  |
| 2015年 | ST-4クラス | トヨタ・86                 | 平沼貴之/番場琢/服部尚貴                   | 1位  |                                                  |
| 2015年 | ST-3クラス | トヨタ・マークX            | 脇阪寿一/脇阪薫一                          | NC   | 最終戦のみ                                       |
| 2016年 | ST-4クラス | トヨタ・86                 | 脇阪寿一/脇阪薫一/松田晃司                 | 4位  |                                                  |
| 2016年 | ST-3クラス | トヨタ・マークX G's        | 平沼貴之/番場琢/服部尚貴                   | 3位  |                                                  |
| 2017年 | ST-3クラス | トヨタ・マークX            | 平沼貴之/服部尚貴/脇阪薫一                 | 3位  | 第5戦まではノーマル仕様、第6戦以降はGR SPORT仕様 |
| 2018年 | ST-3クラス | トヨタ・マークX GR SPORT   | 平沼貴之/番場琢/脇阪薫一                   | 3位  |                                                  |
| 2019年 | ST-3クラス | トヨタ・マークX GR SPORT   | 服部尚貴/脇阪薫一/吉田広樹                 | 2位  |                                                  |
| 2020年 | ST-3クラス | トヨタ・クラウン RS        | 服部尚貴/吉田広樹/川合孝汰/平沼貴之        | 2位  |                                                  |
| 2021年 | ST-3クラス | トヨタ・クラウン RS        | 服部尚貴/吉田広樹/川合孝汰/平沼貴之        | 4位  |                                                  |
| 2022年 | ST-3クラス | トヨタ・クラウン RS        | 服部尚貴/吉田広樹/川合孝汰/地頭所光        | 2位  |                                                  |
| 2023年 | ST-Zクラス | トヨタ・GRスープラ GT4     | 山崎学/吉田広樹/服部尚貴/川合孝汰/野中誠太 | 1位  |                                                  |
| 2024年 | ST-Zクラス | トヨタ・GRスープラ GT4 Evo | 山崎学/吉田広樹/服部尚貴/野中誠太/荒川麟   | 1位  |                                                  |
| 2025年 | ST-Zクラス | トヨタ・GRスープラ GT4 Evo | 山﨑学/吉田広樹/服部尚貴/野中誠太          |      |                                                  |

### SUPER GT
| 年     | エントラント名             | Car No. | 使用車両              | ドライバー                                    | クラス | 1       | 2      | 3      | 4      | 5       | 6       | 7      | 8      | 順位 | ポイント |
| ------ | -------------------------- | ------- | --------------------- | --------------------------------------------- | ------ | ------- | ------ | ------ | ------ | ------- | ------- | ------ | ------ | ---- | -------- |
| 2017年 | 埼玉トヨペット Green Brave | 52      | トヨタ・マークX MC    | 番場琢 脇阪薫一 平沼貴之(Rd.2) 密山祥吾(Rd.6) | GT300  | OKA Ret | FUJ 27 | AUT 20 | SUG 14 | FUJ 23  | SUZ 12  | CHA 22 | TRM 20 | 21位 | 13       |
| 2018年 | 埼玉トヨペット Green Brave | 52      | トヨタ・マークX MC    | 番場琢 脇阪薫一                               | GT300  | OKA 11  | FSW 19 | SUZ 14 | CHA 17 | FSW Ret | SUG 7   | AUT 17 | TRM 13 | 17位 | 21       |
| 2019年 | 埼玉トヨペット Green Brave | 52      | トヨタ・マークX MC    | 脇阪薫一 吉田広樹                             | GT300  | OKA 3   | FSW 13 | SUZ 27 | CHA 23 | FSW 2   | AUT 24  | SUG 8  | TRM 13 | 10位 | 44.5     |
| 2020年 | 埼玉トヨペット Green Brave | 52      | トヨタ・GRスープラ GT | 吉田広樹 川合孝汰                             | GT300  | FSW 1   | FSW 6  | FSW 12 | TRM 25 | FSW 4   | SUZ Ret | TRM 4  | FSW 1  | 2位  | 82       |
| 2021年 | 埼玉トヨペット Green Brave | 52      | トヨタ・GRスープラ GT | 吉田広樹 川合孝汰(Rd.1-2,4-8) 番場琢(Rd.3)    | GT300  | OKA 3   | FSW 27 | SUZ 18 | TRM 3  | SUG 21  | AUT 4   | TRM 9  | FSW 9  | 8位  | 56       |
| 2022年 | 埼玉トヨペット Green Brave | 52      | トヨタ・GRスープラ GT | 吉田広樹(Rd.1,3-8) 川合孝汰 菅波冬悟(Rd.2)    | GT300  | OKA 26  | FSW 9  | SUZ 4  | FSW 14 | SUZ 4   | SUG 18  | AUT 1  | MOT 3  | 4位  | 66.5     |
| 2023年 | 埼玉トヨペット Green Brave | 52      | トヨタ・GRスープラ GT | 吉田広樹 川合孝汰 野中誠太(Rd.7)              | GT300  | OKA 5   | FSW 3  | SUZ 3  | FSW 9  | SUZ Ret | SUG 1   | AUT 1  | MOT 7  | 1位  | 95       |
| 2024年 | 埼玉Green Brave            | 52      | トヨタ・GRスープラ GT | 吉田広樹 野中誠太                             | GT300  | OKA 4   | FSW 3  | SUZ 5  | FSW 23 | SUZ 11  | SUG Ret | AUT 18 | MOT 7  | 9位  | 47       |
| 2025年 | 埼玉Green Brave            | 52      | トヨタ・GRスープラ GT | 吉田広樹 野中誠太 小林利徠斗                  | GT300  | OKA Ret | FSW    | SEP    | FSW    | SUZ     | SUG     | AUT    | MOT    | NC*  | 0*       |

### その他
| 年   | エントラント名             | クラス     | Car No. | 使用車両                        | ドライバー                        | 周回数 | 順位 | クラス順位 |
| ---- | -------------------------- | ---------- | ------- | ------------------------------- | --------------------------------- | ------ | ---- | ---------- |
| 2016 | 埼玉トヨペット Green Brave | GT3 Pro-Am | 52      | メルセデス・ベンツ・SLS AMG GT3 | 番場琢 服部尚貴 平沼貴之 密山祥吾 | 286    | 13位 | 4位        |